# Ryan Thomas
Ryan James Thomas es un actor inglés, más conocido por haber interpretado a Jason Grimshaw en la serie Coronation Street.

## Biografía
Tiene dos hermanos menores, los gemelos Scott y Adam Thomas, quien también es actor. Es de ascendencia inglesa, india y caribeña.

## Carrera
El 25 de diciembre de 2000, se unió al elenco de la exitosa serie británica Coronation Street, donde interpretó a Jason Grimshaw hasta el 29 de junio de 2016.
El 12 de febrero de 2018 se unió al elenco recurrente de la popular serie australiana Neighbours donde interpretó a Rafael Humphreys, hasta el 2 de abril del mismo año, después de que su personaje decidiera regresar al Reino Unido para encontrar Dakota Davies (Sheree Murphy).

## Vida personal
Thomas salió con su coestrella de Coronation Street, Tina O'Brien desde 2003 hasta 2009. Tienen una hija, Scarlett Jacqueline Thomas, nacida el 26 de octubre de 2008. Thomas mantiene una relación con Lucy Mecklenburgh desde 2017. Se conocieron cuando participaban en Celebrity Island with Bear Grylls. Se comprometió con Mecklenburgh el 22 de junio de 2019. Tienen un hijo juntos, Roman Ravello Thomas, nacido en marzo de 2020.

## Filmografía

### Series de televisión
| Año         | Título            | Personaje        | Notas           |
| ----------- | ----------------- | ---------------- | --------------- |
| 2018        | Neighbours        | Rafael Humphries | 17 episodios    |
| 2000 - 2016 | Coronation Street | Jason Grimshaw   | 1,385 episodios |

### Apariciones
| Año  | Programa              | Notas                 |
| ---- | --------------------- | --------------------- |
| 2018 | Celebrity Big Brother | concursante y ganador |

## Premios y nominaciones
| Año  | Categoría                                        | Premio             | Serie             | Resultado |
| ---- | ------------------------------------------------ | ------------------ | ----------------- | --------- |
| 2014 | Sexiest Male                                     | British Soap Award | Coronation Street | Nominado  |
| 2007 | Best On-Screen Partnership (junto a Sue Cleaver) | British Soap Award | Coronation Street | Nominados |